# 래리 실버슈타인
래리 실버슈타인(영어: Larry Silverstein 래리 실버스틴[*], 1931년 5월 30일)은 미국의 사업가이다. 부동산 투자로 억만장자가 됐다.
9·11 테러로 그가 임대구매(lease purchase)한 세계 무역 센터가 무너지기 6주 전에 사고 한 건당 책정 보험계약금이 35억 5천만 달러인 보험을 계약하였다. 테러가 터진 뒤 세계 무역 센터에 비행기 두 대가 충돌했기 때문에 보험금을 두 배로 받아야 한다고 주장하였다. 소송 결과 45억 5천만 달러를 받게 되었다.